# MTV Europe Music Award al miglior artista elettronica
L'MTV Europe Music Award al miglior artista elettronica (MTV Europe Music Award for Best Electronic) è uno dei premi degli MTV Europe Music Awards.
Inizialmente assegnato come Best Dance dal 1994 al 2003. Nel 2012 il premio è ritornato nella lista delle categorie come Best Electronic.
I DB Boulevard son stati l'unico gruppo italiano ad essere nominato nella categoria.

## Albo d'oro

### Anni 1990
| Anno | Vincitore   | Nominati                                                               |
| ---- | ----------- | ---------------------------------------------------------------------- |
| 1994 | The Prodigy | - 2 Unlimited - D:Ream - Jam & Spoon - Reel 2 Real                     |
| 1995 | East 17     | - Ini Kamoze - La Bouche - Moby - Sin With Sebastian                   |
| 1996 | The Prodigy | - Everything but the Girl - Los del Río - Robert Miles - Mark Morrison |
| 1997 | The Prodigy | - Backstreet Boys - The Chemical Brothers - Daft Punk - Spice Girls    |
| 1998 | The Prodigy | - Dario G - Faithless - Madonna - Fatboy Slim                          |
| 1999 | Fatboy Slim | - Basement Jaxx - The Chemical Brothers - Jamiroquai - Mr. Oizo        |

### Anni 2000
| Anno | Vincitore     | Nominati                                                        |
| ---- | ------------- | --------------------------------------------------------------- |
| 2000 | Madonna       | - Artful Dodger - Moby - Moloko - Sonique                       |
| 2001 | Gorillaz      | - Basement Jaxx - Daft Punk - Faithless - Roger Sanchez         |
| 2002 | Kylie Minogue | - Sophie Ellis Bextor - DB Boulevard - Moby - Röyksopp          |
| 2003 | Panjabi MC    | - The Chemical Brothers - Junior Senior - Moby - Paul Oakenfold |

### Anni 2010
| Anno | Vincitore     | Nominati                                                                  |
| ---- | ------------- | ------------------------------------------------------------------------- |
| 2012 | David Guetta  | - Avicii - Calvin Harris - Skrillex - Swedish House Mafia                 |
| 2013 | Avicii        | - Afrojack - Calvin Harris - Daft Punk - Skrillex                         |
| 2014 | Calvin Harris | - Afrojack - Avicii - David Guetta - Hardwell                             |
| 2015 | Martin Garrix | - Avicii - Calvin Harris - David Guetta - Major Lazer                     |
| 2016 | Martin Garrix | - Afrojack - Calvin Harris - David Guetta - Major Lazer                   |
| 2017 | David Guetta  | - Calvin Harris - Major Lazer - Martin Garrix - The Chainsmokers          |
| 2018 | Marshmello    | - David Guetta - Calvin Harris - Martin Garrix - The Chainsmokers         |
| 2019 | Martin Garrix | - David Guetta - Calvin Harris - DJ Snake - Marshmello - The Chainsmokers |

### Anni 2020
| Anno | Vincitore     | Nominati                                                                   |
| ---- | ------------- | -------------------------------------------------------------------------- |
| 2020 | David Guetta  | - Calvin Harris - Kygo - Marshmello - Martin Garrix - The Chainsmokers     |
| 2021 | David Guetta  | - Calvin Harris - Joel Corry - Marshmello - Skrillex - Swedish House Mafia |
| 2022 | David Guetta  | - Calvin Harris - DJ Snake - Marshmello - Swedish House Mafia - Tiësto     |
| 2023 | David Guetta  | - Alesso - Calvin Harris - Swedish House Mafia - Peggy Gou - Tiësto        |
| 2024 | Calvin Harris | - David Guetta - Disclosure - DJ Snake - Fred Again - Swedish House Mafia  |